# Euphaedra (Euphaedrana) piriformis
Euphaedra (Euphaedrana) piriformis es una especie de  Lepidoptera, de la familia Nymphalidae,  subfamilia Limenitidinae, tribu Adoliadini, pertenece al género Euphaedra, subgénero (Euphaedrana).

## Localización
Esta especie de Lepidoptera se encuentra distribuida en Camerún, Gabón y República Democrática del Congo (África). 